# هاري بي كروس
هاري بي كروس (بالإنجليزية: Harry P. Cross)‏ هو منافس ألعاب قوى أمريكي، ولد في 29 سبتمبر 1873 في ساوث كينغستاون في الولايات المتحدة، وتوفي في 12 مارس 1955 في ميامي بيتش في الولايات المتحدة.